# Multivers

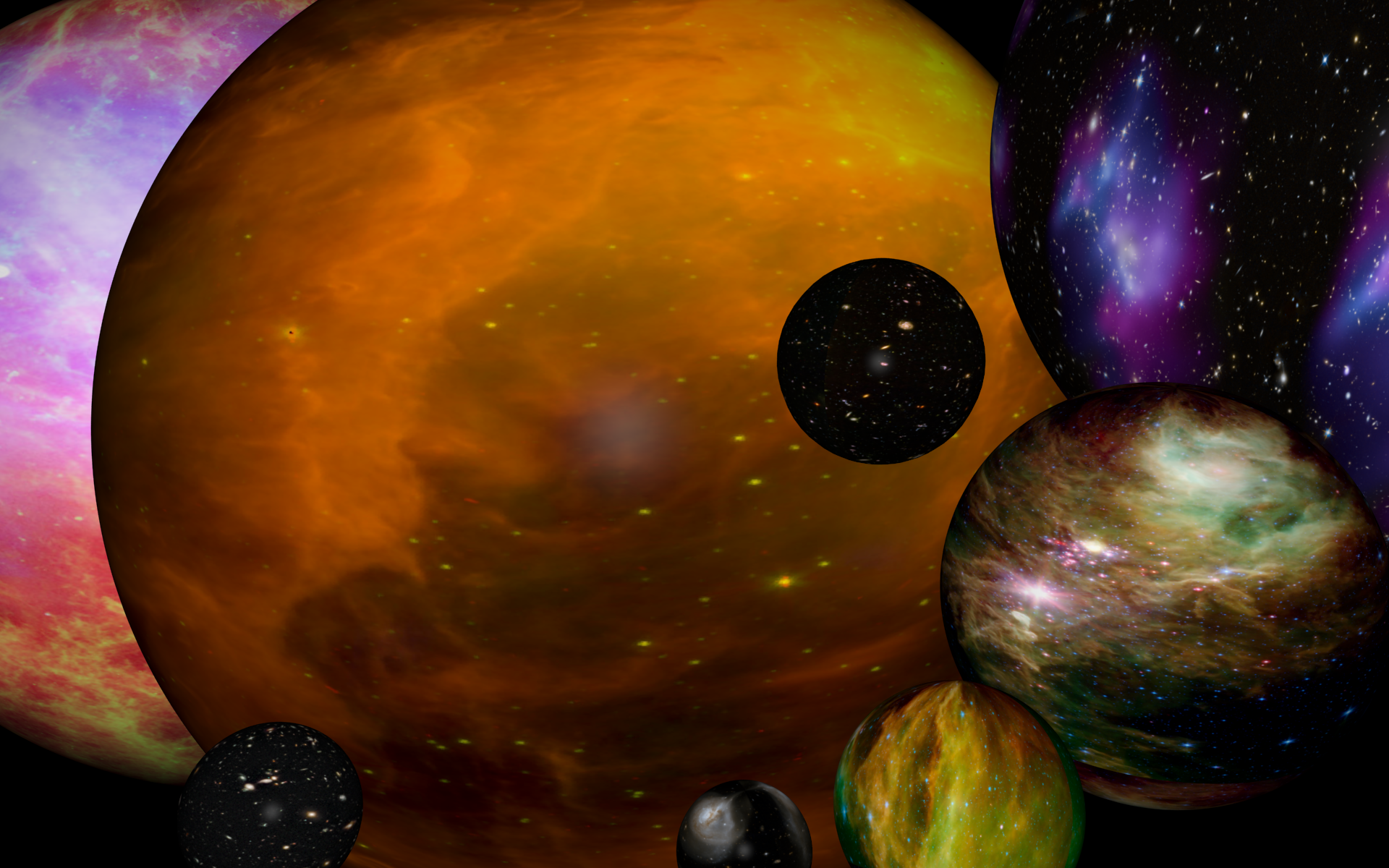
Concepție artistică a unui multivers

Multiversul este o mulțime ipotetică de mai multe universuri posibile (inclusiv universul în care ne aflăm) care împreună cuprind tot ceea ce există și poate exista: totalitatea spațiului, a timpului, materiei și a energiei, precum și constantele fizice și legile care-l descriu. Mulți cercetători cred că multiversul este doar o pistă falsă pentru fizică. Criticii multiversului susțin că acesta este pur și simplu mult prea convenabil pentru a explica lucrurile pe care nu le înțelegem-
Teoria Big Bang-ului nu ne spune nimic despre ce anume a determinat extinderea rapidă a universului sau ce s-a întâmplat înainte de explozie. Răspunsurile la aceste întrebări le-ar putea da teoria multiversului. Diverse universuri dintr-un multivers sunt numite uneori universuri paralele.

## Istoric
Termenul a fost inventat în 1895 de către filozoful și psihologul american William James.
În anii 1920 fizicienii descoperă particulele elementare și cercetează proprietățile acestora. Electronii însă le rezervă o surpriză: „Când cineva studiază proprietățile atomilor descoperă că realitatea este mai stranie decât și-ar fi închipuit oricine. Particulele au într-adevăr posibilitatea, într-un anumit sens, de a se afla simultan în mai multe locuri.” (cf. Alan Guth, profesor la Institutul de Tehnologie al (statului) Massachusetts) (MIT) din Cambridge, Massachusetts, SUA. Aceasta înseamnă că particulele nu există doar în universul nostru, ci apar și în alte universuri paralele cu al nostru. Alan Guth explică: „În esență, tot ceea ce se poate întâmpla se întâmplă într-una dintre alternative, ceea ce înseamnă că suprapus peste universul cunoscut există un univers alternativ, unde Al Gore este președinte și Elvis Presley este încă în viață.”
Alexander Vilenkin  a realizat că dacă inflația universului nu se oprește dintr-o dată peste tot, atunci există întotdeauna o regiune a spațiului în care încă se întâmplă, prin urmare Big Bang-ul nu este un eveniment unic. Andrei Linde și Vilenkin au avansat ideea că Big Bang-uri se întâmplă mereu și noi Universuri se nasc încontinuu ducând la o expansiune eternă, la un multivers.

## Posibile dovezi ale existenței multiversului
- valoarea ciudat de mică a energiei întunecate din universul nostru
- în teoria coardelor există 10500 moduri în care extradimensiunile se aglomerează, fiecare posibilitate fiind caracteristică unui univers. Nu se știe încă modul în care se aglomerează dimensiunile suplimentare pentru universul nostru.
- pe baza unor modele circulare găsite în forma radiațiilor cosmice de fond unii cercetători au tras concluzia că universul nostru s-a ciocnit cu alte universuri în extindere de minim patru ori[1][2]

## Susținători și sceptici
Printre susținătorii moderni ai uneia sau a mai multor ipoteze implicând multiversul se numără Hugh Everett, Don Page, Brian Greene, Max Tegmark,  Alan Guth, Andrei Linde, Michio Kaku, David Deutsch, Leonard Susskind, Alexander Vilenkin, Yasunori Nomura, Raj Pathria, Laura Mersini-Houghton, Neil deGrasse Tyson, Sean Carroll și Stephen Hawking.
Printre oamenii de știință care sunt în general sceptici cu privire la ipoteza multiversului se numără David Gross, Paul Steinhardt, Anna Ijjas, Abraham Loeb, David Spergel, Neil Turok, Viatcheslav Mukhanov, Michael S. Turner, Roger Penrose, George Ellis, Joe Silk,
Carlo Rovelli, Adam Frank, Marcelo Gleiser, Jim Baggott și Paul Davies.